# Bolek i Lolek na Dzikim Zachodzie (film)
 Bolek i Lolek na Dzikim Zachodzie – polski film animowany dla dzieci wyprodukowany w 1986 roku, zrealizowany w konwencji westernu, na podstawie serialu animowanego pod tym samym tytułem z 1972 roku przez studio filmowe w Bielsku-Białej. Ostatni film animowany z udziałem Bolka i Lolka. W filmie animowanym wykorzystano odcinki oryginalnej serii animowanej z 1972 roku, które połączono dokrętkami. Film animowany opowiada o zmaganiach dzielnych chłopców Bolka i Lolka z groźnym bandytą Jimmym Pif-Pafem. Perypetie jakie towarzyszą tym zmaganiom, bywają zabawne i niebezpieczne, ale zawsze kończą się sukcesem głównych bohaterów. Reżyserem tego filmu był jeden z reżyserów odcinków seriali z Bolkiem i Lolkiem – Stanisław Dülz.
W 2020 roku film przeszedł cyfrową rekonstrukcję obrazu i dźwięku.

## Fabuła
Akcja filmu toczy się w mieście Dzikiego Zachodu oraz w jego okolicach. Bolek i Lolek po długiej podróży zwiedzają miasto. Spotykają tam szeryfa z Jimmym Pif-Pafem siedzącym za kratami. Następnego dnia odbywa się turniej jeździecki, w którym należy dosiąść ciemnego, narowistego konia. Bolek i Lolek jako jedyni wygrywają turniej, a nowego rumaka jako nagrodę (włącznie ze starym) zatrzymują w stajni. Tymczasem Pif-Pafowi udaje się wydostać z więzienia. Gdy zapadła noc, Pif-Paf wkrada się do stajni, kradnie konia wygranego przez Bolka i Lolka, a potem po obrobieniu banku ucieka z miasta. Rankiem Bolek, Lolek, ich stary koń oraz szeryf zauważają, że Jimmy’ego oraz „jego” konia nie ma. Obaj bohaterowie postanawiają ich odnaleźć w celu odzyskania tego konia i ocalenia miasta przed ich wrogiem. Poprzez prerię, kaniony i skaliste góry niezmordowanie tropią zbiega. Chłopcy wpadają w tarapaty, toczą rewolwerowe pojedynki, ale łapią opryszka i oddają go w ręce szeryfa. W doskonałych humorach opuszczają Dziki Zachód.

## Obsada
- Ilona Kuśmierska – Bolek
- Danuta Przesmycka – Lolek
- Piotr Fronczewski – Jimmy Pif-Paf
- Janusz Rewiński – Szeryf
- Krzysztof Krupiński – Rewolwerowiec Johnny
- Andrzej Gawroński – Kupiec
- Leopold Matuszczak – Kowal
- Henryk Łapiński – Sklepikarz
- Krzysztof Nowik – Fryzjer
- Zbigniew Poręcki – Kominiarz
- Dorota Lanton

Opracowanie dialogów: Studio Opracowań Filmów w Warszawie

Reżyseria dialogów: Maria Piotrowska